# Демилитаризация
Демилитаризацията е намаляване на армията, оръжията и военните машини на дадена страна до определен минимум. Процесът обикновено е резултат от мирно споразумение в края на война или голям конфликт.
Демилитаризацията може да се отнася и до намаляване броя на едно или повече оръжия или оръжейни системи. Друго значение е изграждането на демилитаризирана зона между две страни участвали в скорошен въоръжен конфликт.
Примери за демилитаризация:
- Версайски договор
- Конвенцията за химическите оръжия
- Вашингтонски военноморски договор